# 濱田州博
濱田 州博（はまだ くにひろ、1959年 - ） は、日本の化学工学者。元信州大学学長。元繊維学会副会長。元高等教育コンソーシアム信州会長。2023年4月から公立諏訪東京理科大学学長。

## 人物・経歴
兵庫県神戸市で貨物船船員の家に生まれる。兵庫県立兵庫高等学校卒業後、1年間の大学受験浪人生活を経て、兄が博士課程に在学していた東京工業大学に進学し、高校の先輩がいた飯島俊郎研究室で高分子工学を専攻した。
1982年東京工業大学工学部高分子工学科卒業。1984年東京工業大学大学院理工学研究科高分子工学専攻修士課程修了。1987年に東京工業大学大学院理工学研究科高分子工学専攻博士課程修了後、飯島教授の紹介で通商産業省工業技術院繊維高分子材料研究所研究員に就任。1988年信州大学繊維学部助手。1992年繊維学会論文賞（祖父江記念賞）受賞。
1995年ノースカロライナ州立大学繊維学部客員研究員。1996年信州大学繊維学部助教授。2001年繊維学会賞受賞。2002年信州大学繊維学部教授。2006年信州大学繊維学部学部長補佐。2008年信州大学評議員。2010年信州大学繊維学部長。2011年信州大学学長補佐。2012年信州大学副学長。2013年信州大学大学院理工学系研究科長。2014年信州大学先鋭領域融合研究群長、信州大学学術研究院繊維学系長、信州大学学術研究院繊維学系教授、繊維学会副会長。2015年信州大学大学院総合工学系研究科長。
同年山沢清人の後任として信州大学長に就任。2020年松尾清一とともに大学関係者として初めて中部経済連合会理事に就任。また、高等教育コンソーシアム信州会長、信越放送番組審議会委員、長野県立大学設立委員会委員等も務めた。2021年任期満了退任、長野県プロフェッショナル人材戦略拠点統括マネージャー。2023年公立諏訪東京理科大学学長。